# Parque Nacional de Médanos de Coro

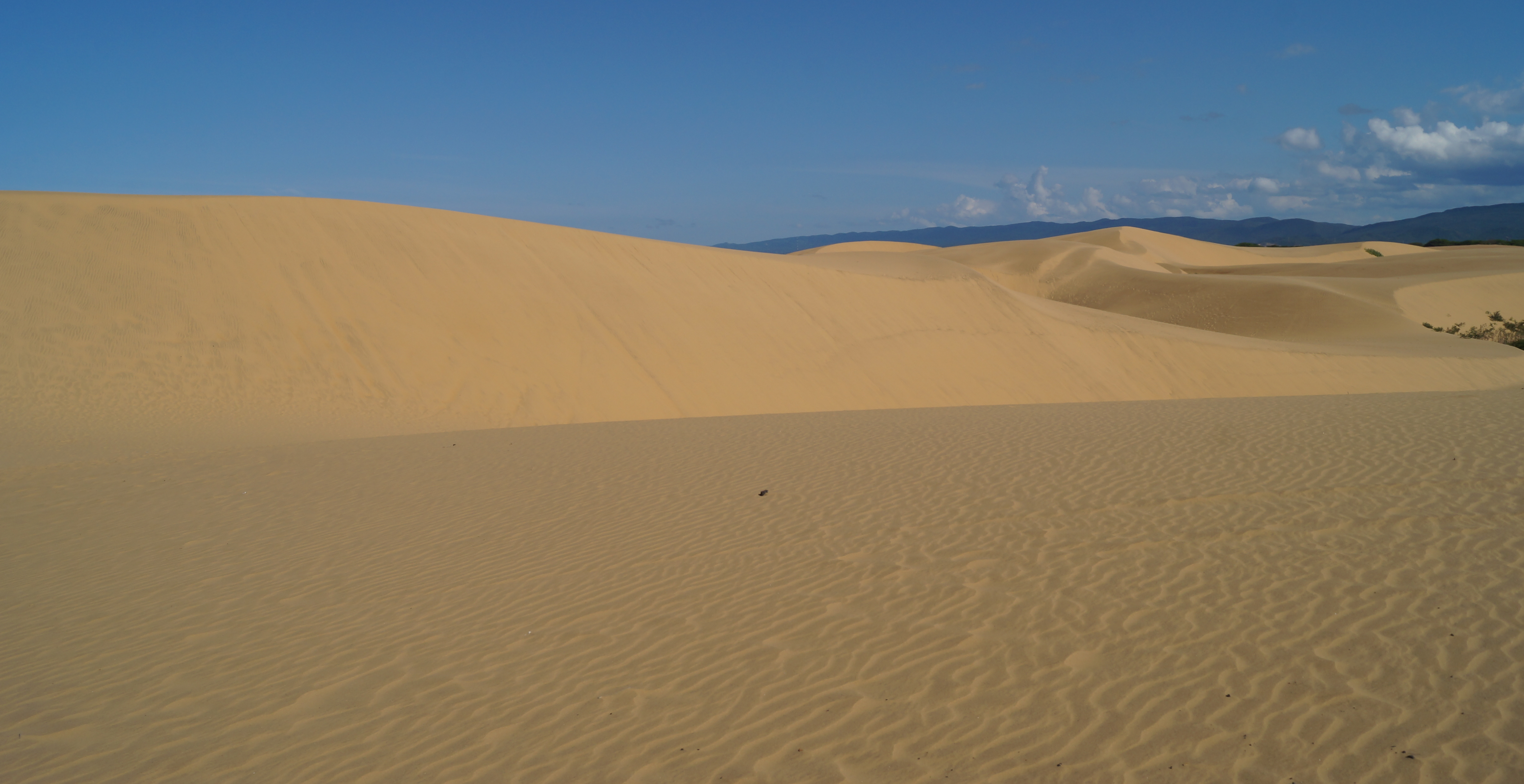
Um dos cenários que o parque proporciona. Em foco, as dunas de areias avermelhadas.

O Médanos de Coro é um parque nacional localizado a noroeste do território venezuelano. Sua área mais importante fica na Península de Paraguaná, unida ao continente pelo istmo de Médanos. Suas dunas são móveis devido aos ventos alísios que sopram para o oeste. Declarado parque em 6 de fevereiro de 1974, possui uma área de quase 92 000 hectares, dos quais pouco mais de 49 000 são de superfície marinha. Com temperaturas variando entre os 16º e os 27ºC, é um dos poucos desertos arenosos do mundo. Apresenta ainda uma fauna composta basicamente por repteis e aves, que figuram nas zonas de mangue.